# 燕侯舞
燕侯舞，姬姓，名舞，諡號不詳，《史记》等古代文献失载。
出土文物中有“匽侯舞”或“匽侯舞易”等铭文。據學者考證，他為燕侯旨的兒子，為燕國第三任君主。